# A Private Heaven
A Private Heaven è il sesto album in studio della cantante britannico-statunitense Sheena Easton, pubblicato nel 1984.

## Tracce
Side 1
1. Strut
2. Sugar Walls
3. Hungry Eyes
4. It's Hard to Say It's Over
5. Swear

Side 2
1. Love and Affection
2. Back in the City
3. You Make Me Nervous
4. All By Myself
5. Double Standard